# Муравчик, Джошуа
Джошуа Муравчик (англ. Joshua Muravchik; род. 17 сентября 1947, Нью-Йорк) — американский политолог.
Степень бакалавра получил в Сити-колледже, степень PhD в международных отношениях из Джорджтаунского университета.
В 1968—1973 годах национальный глава Социалистической молодёжной лиги.
С 1992 года преподавал в Институте мировой политики.
В настоящее время сотрудник Американского института предпринимательства и Школы углублённых международных исследований Университета Джонса Хопкинса.
Член редколлегий «World Affairs» и «Journal of Democracy».

## Награды
- Большой крест ордена Заслуг перед Республикой Польша (28 августа 2023 года)[1].